# Val-des-Marais
Val-des-Marais település Franciaországban, Marne megyében. Lakosainak száma 561 fő (2022. január 1.). Val-des-Marais Bannes, Bergères-lès-Vertus, Écury-le-Repos, Étréchy, Fère-Champenoise, Pierre-Morains és Vert-Toulon községekkel határos.

## Népesség
A település népessége az elmúlt években az alábbi módon változott:
| Lakosok száma | 310  | 525  | 532  | 544  | 568  | 567  | 567  | 567  | 570  | 561  |
|               | 1968 | 1982 | 1990 | 2006 | 2013 | 2015 | 2017 | 2019 | 2020 | 2022 |